# Том ван Арсдейл
Томас Артур ван Арсдейл (англ. Thomas Arthur Van Arsdale, нар. 22 лютого 1943, Індіанаполіс, США) — американський професіональний баскетболіст, що грав на позиціях легкого форварда і атакувального захисника за низку команд НБА. Брат-близнюк баскетболіста Діка ван Арсдейла. Ван Арсдейлу належить рекорд НБА за кількістю зіграних матчів без плей-оф (929); він також є найрезультативнішим гравцем в історії ліги, який жодного разу не зіграв у матчі плей-оф НБА (14,232 очок).

## Ігрова кар'єра
На університетському рівні грав за команду Індіана (1962–1965). 
1965 року був обраний у другому раунді драфту НБА під загальним 11-м номером командою «Детройт Пістонс». Професійну кар'єру розпочав 1965 року виступами за тих же «Детройт Пістонс», захищав кольори команди з Детройта протягом наступних 3 сезонів. У своєму дебютному сезоні разом зі своїм братом Діком був включений до першої збірної новачків НБА.
З 1968 по 1973 рік грав у складі «Цинциннаті Роялс». Протягом цього часу тричі брав участь у Матчах усіх зірок НБА (1970-1972).
1973 року перейшов до «Філадельфія Севенті-Сіксерс», у складі якої провів наступний сезон своєї кар'єри.
Наступною командою в кар'єрі гравця була «Атланта Гокс», за яку він відіграв 2 сезони.
Останньою ж командою в кар'єрі гравця стала «Фінікс Санз», до складу якої він приєднався 1976 року і за яку відіграв один сезон.